# Nguyễn Tường San (sinh 2005)
Nguyễn Tường San (sinh ngày 02 tháng 01 năm 2005) là một á hậu, người mẫu chuyển giới Việt Nam. Cô là Á hậu 1 của cuộc thi Hoa hậu Chuyển giới Việt Nam 2023 và đại diện Việt Nam tham dự Hoa hậu Chuyển giới Quốc tế 2024 tại Thái Lan và đạt danh hiệu Á hậu 2 chung cuộc.

## Tiểu sử
Nguyễn Tường San tên thật là Nguyễn Hoàng Bảo Phúc, sinh năm 2005, quê ở Khánh Hòa và hiện sinh sống tại Thành phố Hồ Chí Minh. Cô từng là học sinh trường THPT Ngô Gia Tự.
Tường San chia sẻ rằng khi còn nhỏ, cô cảm thấy mình khác biệt so với các bạn cùng trang lứa. Năm 14 tuổi, khi chứng kiến Hương Giang đăng quang Hoa hậu Chuyển giới Quốc tế 2018, Tường San cảm thấy mình phù hợp với cuộc thi. Cô quyết định chuyển đổi giới tính vì muốn cuộc sống của mình có ý nghĩa và đồng thời thực hiện được ước mơ được giống như đàn chị.

## Sự nghiệp

### Hoa hậu Chuyển giới Việt Nam 2023
Ngày 08/4/2023, cô xuất sắc đạt danh hiệu Á Hậu 1 tại Hoa hậu Chuyển giới Việt Nam 2023, cùng với Á hậu 2 là Nguyễn An Nhi]], Hoa hậu thuộc về Nguyễn Hà Dịu Thảo.

### Miss International Queen Vietnam 2024
Tường San được công bố là người chiến thắng của Miss International Queen Vietnam 2024 vào đêm phát sóng ngày 31/05/2024. Cô là đại diện Việt Nam tại Hoa hậu Chuyển giới Quốc tế 2024.

### Hoa hậu Chuyển giới Quốc tế 2024
Đêm chung kết Hoa hậu Chuyển giới Quốc tế 2024 diễn ra ngày tối 24/8/2024 tại Pattaya, Thái Lan, Tường San đạt được 5 giải thưởng phụ gồm: 2nd Runner-up Best Talent, Preliminary Best Performance, Miss Perfect Skin, Best National Costume và Miss Photogenic. Trong đêm chung kết, Tường San đoạt danh hiệu Á hậu 2 chung cuộc. Tạo nên lịch sử khi đây là thành tích cao thứ nhì của Việt Nam, sau sự chiến thắng của Hương Giang tại Hoa hậu Chuyển giới Quốc tế 2018, Tường San cũng là thí sinh đoạt nhiều giải thưởng phụ nhất trong lịch sử cuộc thi.

### Bước nhảy Hoàn vũ 2024
Tường San chính thức thay thế Shinju – nữ ca sĩ đến từ Hàn Quốc tại cuộc thi Bước Nhảy Hoàn Vũ 2024.

## Thành tích
- Á hậu 1 Hoa hậu Chuyển giới Việt Nam 2023
- Miss International Queen Vietnam 2024
- Á hậu 2 Hoa hậu Chuyển giới Quốc tế 2024
  - Preliminary Best Performance
  - Miss Perfect Skin
  - Best National Costume
  - Miss Photogenic
  - Best Talent 2nd runner-up[7]